# فروپاشی (سیاست)
فروپاشی در سیاست، زمانی است که یک دولت، نهاد، ملت یا منطقه اداری، فرومی‌پاشد یا دیگر وجود ندارد؛ که در این صورت، معمولاً به دو یا چند موجودیت، تقسیم یا به کشوری دیگر، الحاق می‌شود. این امر می‌تواند از طریق درگیری مسلحانه، روش‌های قانونی، دیپلماسی یا ترکیبی از هر یک یا هر سه مورد انجام شود. این امر، مشابه انحلال در معنای حقوقی است.
نباید این مفهوم را با جدایی، که در آن یک ایالت، نهاد، ملت یا منطقه اداری از هم جدا می‌شود، یا با فدرالیزاسیون که در آن ساختار، تغییر می‌کند اما منحل نمی‌شود، اشتباه گرفت. در تاریخ، چندین فروپاشی رخ داده است، در حالی که برخی دیگر به عنوان پیشنهاد، مطرح شده‌اند.